# 埼玉県立飯能南高等学校

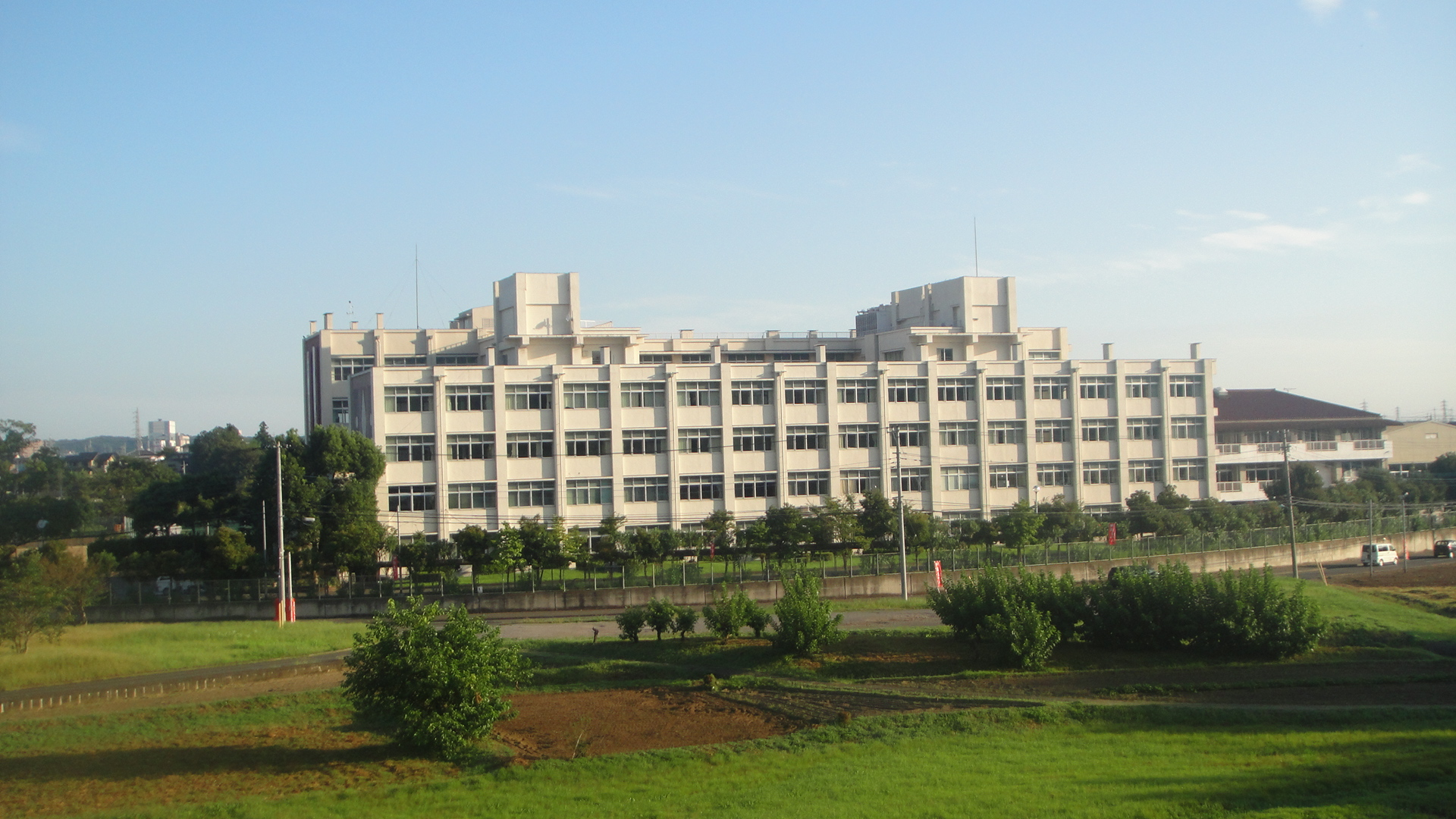
校舎裏側より

埼玉県立飯能南高等学校（さいたまけんりつ はんのうみなみこうとうがっこう）は、埼玉県飯能市阿須に所在していた公立の高等学校。略称は「飯南」（はんなん）。

## 設置学科
- 普通科
  - スポーツコース

## 沿革
- 1978年（昭和53年） - 埼玉県立飯能南高等学校開校
- 1992年（平成4年） - 体育コース設置（2クラス）
- 2016年（平成28年） - 体育コースからスポーツコースに改名
- 2019年（令和元年） - 6月19日に埼玉県教育委員会より発表された「魅力ある県立高校づくり方策案」において、飯能南高等学校の新入生募集を2022年4月で終了し、2022年度末をもって飯能南高等学校を閉校とし、2023年（令和5年）4月より飯能高等学校と統合した上で新たな学校（設置場所は、飯能市本町17番13号（現在の飯能高等学校の場所）。校名は今後決定とされたが、最終的に飯能高等学校となった。）を設置することが決定。2021年度及び2022年度に飯能南高等学校に入学した生徒は、2023年度から新校の生徒となる。ただし、飯能南高等学校に入学した生徒の授業等は、2024年度までの間、原則として飯能市大字阿須字上河原298番地の2（現在の飯能南高等学校の場所）で行う[1]。
- 2023年 (令和5年)3月31日　閉校
- 2023年 (令和5年)4月31日 旧飯能南高等学校在校生が、飯能高等学校南校舎（旧飯能南高等学校校舎）での授業となる。
- 2025年 (令和7年)3月31日　飯能高等学校南校舎が在校生の卒業により閉鎖

## クラブ
運動部
- 野球部
- サッカー部
- 陸上部
- ホッケー部
- バスケットボール部（男・女）
- 女子バレーボール部
- バドミントン部（男・女）
- 卓球部
- ソフトテニス部（男・女）
- ソフトボール部
- 剣道部

文化部
- 吹奏楽部
- 軽音楽部
- 合唱部
- 美術部
- 漫画・イラスト部
- 書道部
- 茶道部
- 華道部
- パソコン部
- 英語部
- 家庭科部
- 写真部
- 科学部

## 著名な卒業生
- 岩本薫　- 作家
- 佐藤康恵 - モデル
- 武藤祐太 - 元プロ野球選手

## 交通
- 西武池袋線元加治駅より徒歩22分
- 西武池袋線飯能駅南口徒歩26分
- 飯能駅南口から西武バス「河辺駅北口・東青梅駅北口」行きに乗車（バス運行ダイヤ注意）[2]